# Montgaillard (Alti Pirenei)
Montgaillard è un comune francese di 793 abitanti situato nel dipartimento degli Alti Pirenei nella regione dell'Occitania.

## Società

### Evoluzione demografica
Abitanti censiti